# Чечёткина, Ольга Ивановна
Ольга Ивановна Чечёткина — советский общественный и политический деятель, писатель.

## Биография
Родилась в 1909 году в Москве. Член КПСС .
В 1929—1986 гг. — на журналистской и общественной работе, являясь в разные годы:
- сотрудником аппарата ЦК ВЛКСМ;
- корреспондентом газеты «Комсомольская правда", затем членом редколлегии этой газеты, редактором отдела иностранной информации;
- политическим обозревателем газеты «Правда»;
- заместителем председателя Комитета советских женщин;
- секретарем Советского комитета защиты мира;

Член Союза писателей СССР.
C 1986 г. на пенсии. Умерла в Москве, в 1996 году. Похоронена на старом кладбище Донского монастыря.

## Знаменитые газетные публикации
В феврале в газете «Правда»  опубликовала статью «Почта Лидии Тимашук», в которой сверх всякой меры, как высшее проявление героизма и патриотизма, давалась оценка ее поступка.